# S6 (Georgien)
Die S6 (georgisch: ს 6) ist eine Hauptstraße in Georgien. Sie führt von der Hauptstadt Tiflis über Marneuli und Bolnissi bis zur Grenze nach Armenien bei Guguti. In Armenien führt die Straße als M3 weiter bis Wanadsor.
Die gesamte S6 ist Teil der E117. Darüber hinaus ist die Straße zwischen Tiflis und Marneuli auch Teil der E001.

## Geschichte
Bereits zu Zeiten der Sowjetunion war die S6 von großer Bedeutung als Nord-Süd-Achse durch den südlichen Kaukasus. Zwischen 1960 und 1982 war sie Teil der Hauptstraße 16 „Beslan-Wladikawkas-Tiflis-Gjumri-Eriwan“, einer der wenigen nummerierten Straßen in der Sowjetunion. Ab 1982 war die Straße Teil der A304 von Tiflis nach Gjumri bis zur Kreuzung mit der A306 in Vardaghbyur. Nach 1991 wurde die Straße auf die beiden Länder Georgien und Armenien aufgeteilt. 1996 wurde der armenische Abschnitt als M3 und der georgische Teil als S6 neu nummeriert. Die Straße hat nun eine sekundäre Funktion.

## Großstädte an der Autobahn
- Tiflis
- Marneuli
- Bolnissi